# ラウール・ナバス
ラウール・ナバス(1988年5月11日-)はスペインのサッカー選手。セグンダ・ディビシオン・CDミランデス所属。ポジションはディフェンダー。

## 経歴
2014年7月12日、レアル・ソシエダと単年契約を結んだ。直後にSDエイバルに期限付き移籍。
2015年6月3日、2018年まで契約を延長した。
2019年8月14日、CAオサスナへ買取義務付きのレンタル移籍。
2021年1月16日、オサスナを退団してFCカルタヘナに加入した。
2021年7月19日、UDラス・パルマスに移籍した。
2022年9月1日、CDミランデスに1年契約で移籍した。